# Izeste
Izeste é uma comuna francesa na região administrativa da Nova Aquitânia, no departamento dos Pirenéus Atlânticos. Estende-se por uma área de 6,82 km². Em 2010 a comuna tinha 431 habitantes (densidade: 63,2 hab./km²).